# SN 1994D
SN 1994D – supernowa typu Ia położona na obrzeżach galaktyki soczewkowatej NGC 4526 Pierwszy raz zaobserwowana 7 marca 1994 roku przez Alexeia Filippenko automatycznym 30 calowym teleskopem w Obserwatorium Leuschner. Maksimum blasku osiągnęła 20 marca. 